# General Câmara
General Câmara là một đô thị thuộc bang Rio Grande do Sul, Brasil. Đô thị này có diện tích 494,025 km², dân số năm 2007 là 8804 người, mật độ 17,82 người/km².